# Orthotrichum nicholsonii
Orthotrichum nicholsonii là một loài Rêu trong họ Orthotrichaceae. Loài này được (Culm.) Culm. mô tả khoa học đầu tiên năm 1927.